# Плесьна (гміна)
Гміна Плесьна (пол. Gmina Pleśna) — сільська гміна у південній Польщі. Належить до Тарновського повіту Малопольського воєводства.
Станом на 31 грудня 2011 у гміні проживало 11797 осіб.

## Площа
Згідно з даними за 2007 рік площа гміни становила 83.65 км², у тому числі:
- орні землі: 59.00%
- ліси: 29.00%

Таким чином, площа гміни становить 5.91% площі повіту.

## Населення
Станом на 31 грудня 2011:
| Опис     | Загалом | Загалом | Чоловіки | Чоловіки | Жінки | Жінки |
| -------- | ------- | ------- | -------- | -------- | ----- | ----- |
| одиниця  | осіб    | %       | осіб     | %        | осіб  | %     |
| все      | 11797   | 100     | 5901     | 50.02    | 5896  | 49.98 |
| міське   | 0       | 100     | 0        |          | 0     |       |
| сільське | 11797   | 100     | 5901     | 50.02    | 5896  | 49.98 |

## Сусідні гміни
Гміна Плесьна межує з такими гмінами: Войнич, Ґромник, Заклічин, Тарнув, Тухув.